# Auerbach (Bajorország)
Auerbach település Németországban, azon belül Bajorországban. Lakosainak száma 2135 fő (2023. december 31.). Auerbach Lalling, Schaufling, Grattersdorf és Hengersberg községekkel határos.

## Népesség
A település népessége az elmúlt években az alábbi módon változott:
| Lakosok száma | 516  | 714  | 1524 | 2157 | 2096 | 2097 | 2111 | 2097 | 2120 | 2135 |
|               | 1875 | 1950 | 1975 | 2010 | 2012 | 2013 | 2015 | 2017 | 2021 | 2023 |